# Hey Everybody!
"Hey Everybody!" é uma canção da banda australiana de pop rock 5 Seconds of Summer, contida em seu segundo álbum de estúdio, Sounds Good Feels Good (2015). A canção é o segundo single do álbum. A canção contém elementos de "Hungry Like the Wolf", por Duran Duran, que foi listado na lista dos créditos da canção.

## Promoção
A banda apresentou a canção no Alan Carr: Chatty Man em 9 de outubro de 2015, e no TFI Friday em 6 de novembro de 2015. Depois, foi apresentada no American Music Awards de 2015 e no The Ellen DeGeneres Show.

## Recepção da crítica
A revista Time nomeou a canção "Hey Everybody!" como a terceira pior música do ano.

## Videoclipe
Em 16 de outubro de 2015, o videoclipe de "Hey Everybody!" foi lançado.

## Lista de faixas
- Download digital[5]

1. "Hey Everybody!" – 3:16

- CD single alemão'[6]

1. "Hey Everybody! (edição da rádio)"
2. "Over and Out" – 2:59

## Desempenho nas tabelas musicas
| Tabela musical (2014)                           | Melhor posição |
| ----------------------------------------------- | -------------- |
| Austrália (ARIA Charts)                         | 70             |
| Bélgica (Ultratip Bubbling Under de Flandres)   | 12             |
| Bélgica (Ultratip Bubbling Under da Valônia)    | 17             |
| Irlanda (IRMA)                                  | 49             |
| Eslováquia (Rádio Top 100)                      | 65             |
| Reino Unido (UK Singles Chart)                  | 49             |
| Estados Unidos (Bubbling Under Hot 100 Singles) | 16             |
| Estados Unidos (Billboard Mainstream Top 40)    | 23             |